# Feliks Pomorski
Feliks Pomorski (ur. 7 marca 1895 w Górach k. Konina, zm. 1963) – polski przedsiębiorca, twórca krówek.

## Życiorys
Urodzony 7 marca 1895 r. w Górach k. Konina jako dziesiąte dziecko rolników. Z powodu braku możliwości pracy na roli lub w pobliskich miastach wyjechał w 1907 r. na zaproszenie wuja do Żytomierza na Wołyniu, gdzie ten otworzył hotel, restaurację i cukiernię. Początkowo pracował jako zamiatacz, a potem kolejno jako boj hotelowy, pomocnik kelnera i pomocnik w cukierni. To tam poznał sposób produkcji ciągnącej się słodkiej masy z cukru, mleka i masła. W 1921 r. sprzedał zapisaną przez wuja w testamencie kamienicę w Żytomierzu, wrócił do Poznania i kupił nieruchomości, w których powstała wytwórnia słodyczy F. Pomorski.

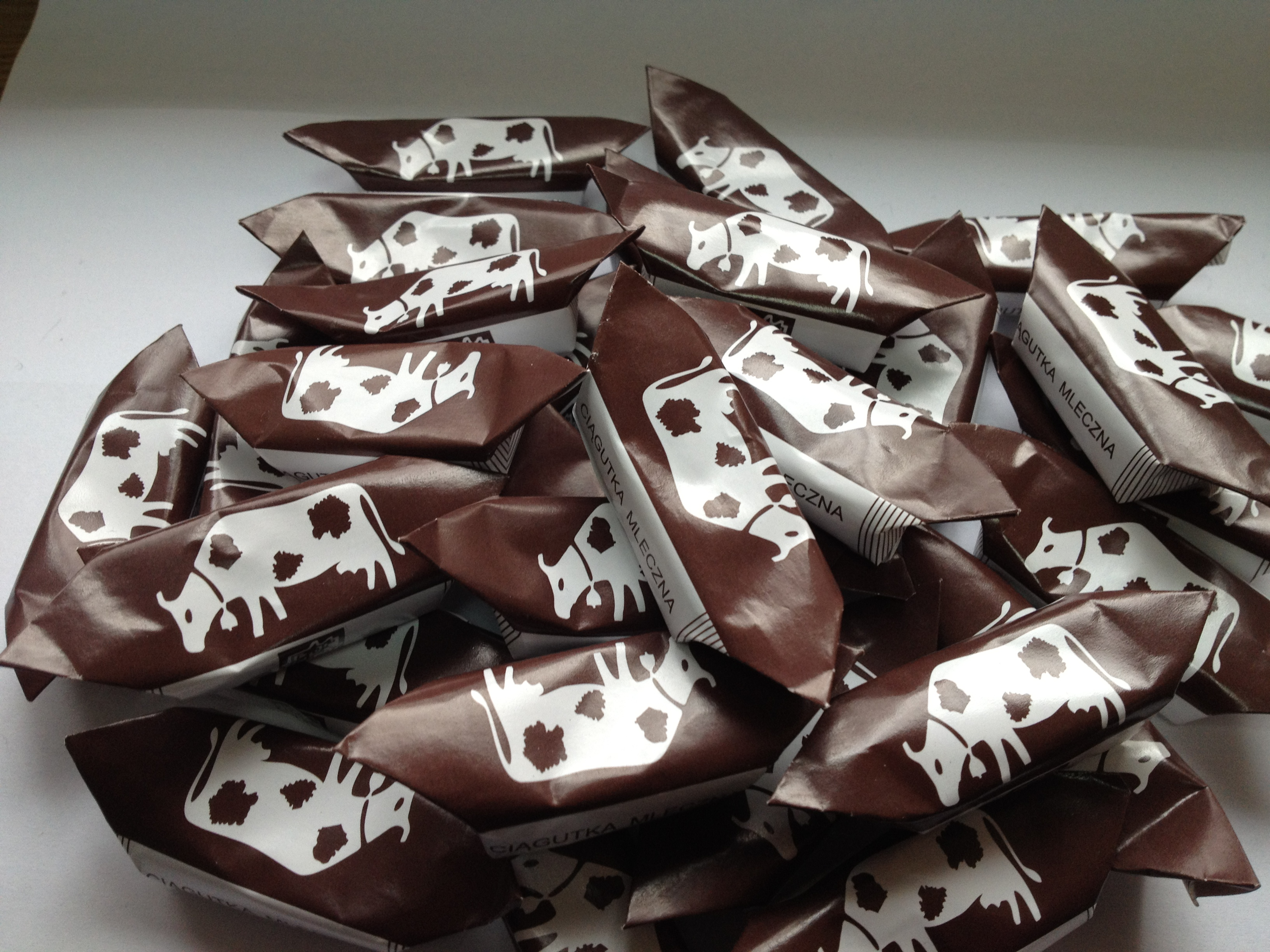
Klasyczne krówki z firmy Pomorskiego

Firma wprowadziła do sprzedaży 118 rodzajów słodyczy, jednak najpopularniejsze stały się ciągnące się cukierki z masy, którą poznał w Żytomierzu. Ponieważ jednym z głównych składników tych cukierków było mleko, Pomorski na ich opakowaniu umieścił wizerunek krowy, który stał się ich znakiem rozpoznawczym i za którego sprawą cukierki zaczęto nazywać „krówkami”. Firma Pomorskiego odniosła na sprzedaży krówek sukces rynkowy, za sprawą którego możliwe stało się otwarcie w Poznaniu pięciu lokali firmowych.
We wrześniu 1939 r. Niemcy przejęli sklepy, linie produkcyjne i zapasy firmy Pomorskiego, a właściciela wraz z rodziną wysiedlili na Rzeszowszczyznę. Pomorski wkrótce jednak opuścił ten region i przeniósł się do Milanówka, gdzie poznał Witolda Tarnowskiego i Kazimierza Osnowskiego, z którymi zawiązał spółkę i rozpoczął potajemną produkcję krówek. W ówczesnym zakładzie pracowali m.in. pisarz Ferdynand Ossendowski oraz hrabina Czetwertyńska i hrabina Kiersnowska. W maju 1941 r. krówki zaczęto szmuglować na warszawskie bazary, a popyt na nie okazał się bardzo duży.
Zaraz po zakończeniu wojny zakład spłonął, ale został odbudowany w 1946 r., a Pomorski zwiększył zatrudnienie i zmodernizował linię produkcyjną. W 1951 roku fabrykę znacjonalizowano (z czasem stała się filią Zakładów 22 Lipca), a Pomorski niemal do końca życia zabiegał o jej odzyskanie. W 1956 r. rozpoczął na własną rękę produkcję krówek w stróżówce domu w Milanówku, również sam odpowiadał za dystrybucję. Krówki z tej wytwórni wytwarzał do końca życia, a firmę przekazał synowi Leszkowi, który był absolwentem szkoły cukierniczej ze specjalizacją karmelkarstwa. Następnie zakład prowadził jego wnuk Piotr.
Zmarł w 1963 roku. Pochowany na cmentarzu w Milanówku.